# 특급우편

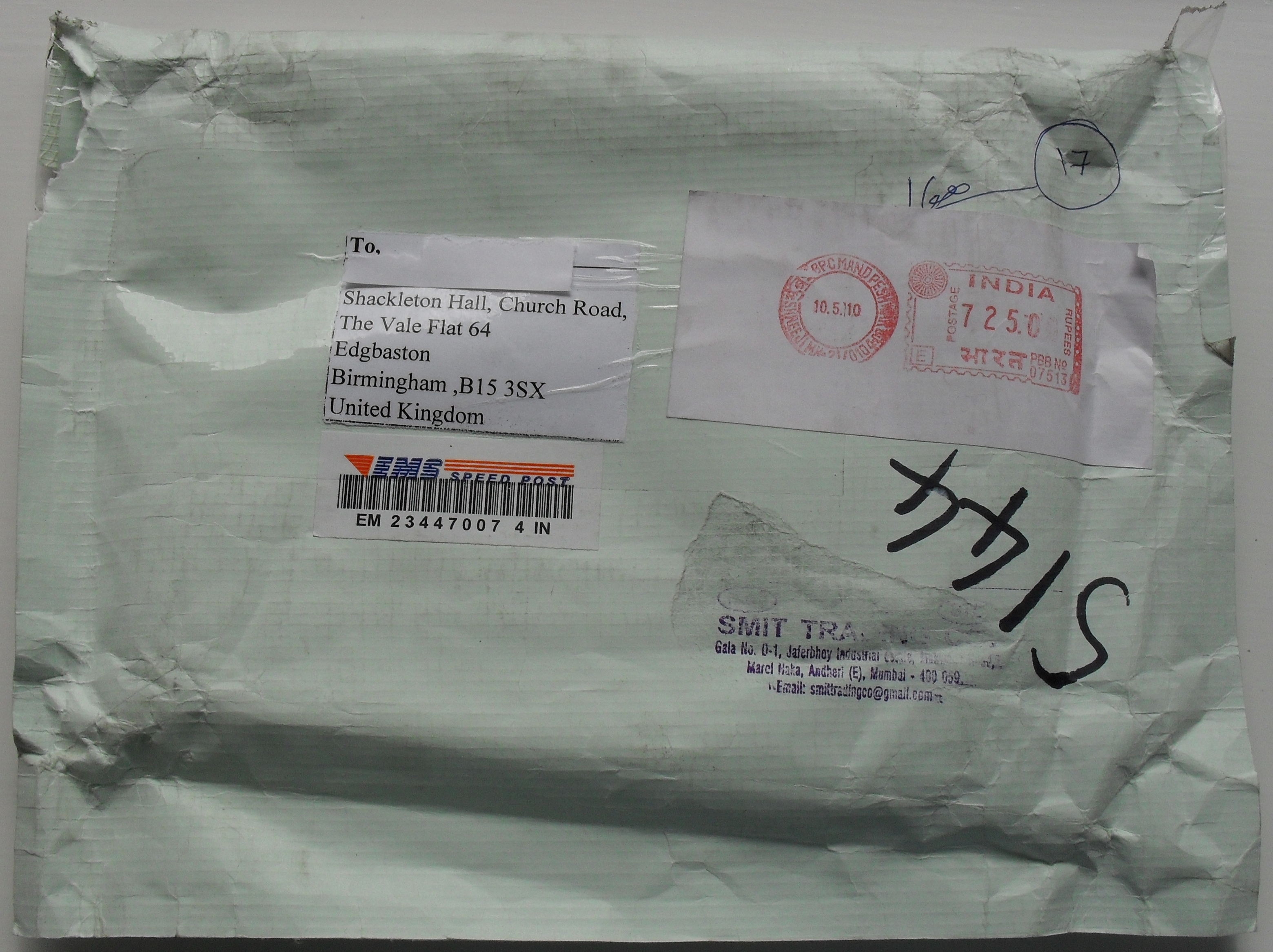
인도에서 온 EMS 스피드포스트

특급우편(特及郵便) 또는 속달우편(速達郵便)은 짐을 신속하게 배송하는 우편 서비스이다.
특급우편은 고객이 더 빠른 배송을 위해 프리미엄을 지불하는 속달 우편 배달 서비스이다. 특급우편은 국내 및 국제 우편을 위한 서비스이며 대부분의 국가에서 해당 국가의 우편 관리국에 의해 관리된다. 1999년부터 국제 특급 배송 서비스는 EMS 코어퍼레이티브(EMS Cooperative)에서 관리하며 독일은 대신 DHL로 이용하며 북한,예멘등 일부국가에서는 이용할수 없다.

## 같이 보기
- 우편
- 조랑말 속달 우편